# Chlorid palladnatý
Chlorid palladnatý je sloučenina s chemickým vzorcem PdCl2. PdCl2 je častá výchozí látka pro přípravu palladiových katalyzátorů v organické syntéze.

## Struktura
PdCl2 krystalizuje ve dvou polymorfních formách. V obou formách je palladium čtvercově planárně koordinováno atomy chloru. Atomy Pd(II) jsou spojeny můstkovými μ2-chloridovými atomy. Polymerní α-forma PdCl2 je tvořena nekonečnými řetězci. Molekulární β-forma PdCl2 je tvořena oktaedrickými klastry obsahujícími šest atomů palladia.
| α-PdCl2 | β-PdCl2 |
| α-PdCl2 | β-PdCl2 |